# Mikhail Gedroits
 (juin 2020).
Si vous disposez d'ouvrages ou d'articles de référence ou si vous connaissez des sites web de qualité traitant du thème abordé ici, merci de compléter l'article en donnant les références utiles à sa vérifiabilité et en les liant à la section « Notes et références ».
Le prince Mikhail Mikhailovitch Gedroits, (en russe : Михаи́л Миха́йлович Гедро́йц), né le 18 juillet 1856 et mort le 21 octobre 1931, est un général russe, héros de la guerre russo-japonaise.

## Biographie
Mikhail Gedroits nait le 18 juillet 1856 au sein d'une famille noble et est élevé dans la tradition chrétienne orthodoxe russe. 
Il est diplômé du 5e Gymnase de Moscou en 1875, puis de la 3e École militaire Alexandre en 1877 et est enrôlé comme enseigne dans le régiment Life Guards Izmailovsky. Il passe ensuite sous-lieutenant (1878), lieutenant (1883), capitaine d'état-major (1889), capitaine (1892), colonel (1898) et major général (1914).
Il prend part à la guerre russo-turque de 1877-1878 et reçoit plusieurs décorations. Durant onze ans et demi, il commande une compagnie et pendant trois ans et demi un bataillon du régiment Izmailovsky. 
Le 7 février 1904, il est nommé commandant du 100e régiment d'infanterie Ostrovsky, avec lequel il entre dans la guerre russo-japonaise. Lors de la bataille de Mukden, il est blessé et reçoit l'Arme d'or « Pour le courage ». 
En 1908-1917, il est commandant militaire du district de Vyazemsky. Il participe au Mouvement Blanc en tant que membre de l'Union de Libération et de l'armée russe du général Wrangel. 
Il est ensuite évacué de la Crimée vers la Turquie. En exil en Bulgarie, il meurt en 1931 et est enterré au cimetière central de Sofia.

## Décorations
- Ordre de Sainte-Anne, 4e classe (1878)
- Ordre de Saint-Stanislas, 3e classe avec épées et arc (1878)
- Ordre de Saint-Stanislas, 2e classe (1898)
- Ordre de Sainte-Anne, 2e classe (1902) et avec épées (1906)
- Arme d'or Pour le courage (1907)
- Ordre de Saint-Vladimir, 3e classe (1915)